# Mostyska (huyện)
Huyện Mostyska (tiếng Ukraina: Мостиський район, chuyển tự: Mostyskas’kyi raion) là một huyện của tỉnh Lviv thuộc Ukraina. Huyện Mostyska có diện tích 845 km², dân số theo điều tra dân số ngày 5 tháng 12 năm 2001 là 61892 người với mật độ 73 người/km2. Trung tâm huyện nằm ở Mostyska.